# ゴー・ウェスト (ヴィレッジ・ピープルの曲)
「ゴー・ウェスト」（英語: Go West）は、アメリカのディスコグループ、ヴィレッジ・ピープルの楽曲である。1979年に同名の4作目のオリジナル・アルバムからの先行シングルとして発売された。作詞作曲はジャック・モラリ、アンリ・ベロロ、ヴィクター・ウィリスの共作。シングル盤は、Billboard Hot 100で最高位45位、全英シングルチャートで最高位15位を獲得した。
1993年にイギリスのシンセポップ・デュオ、ペットショップ・ボーイズによってカバーされた。

## 背景
「ゴー・ウェスト」という題名は、19世紀のアメリカの新聞人・政治家ホレス・グリーリーが人々に西部開拓を呼びかけた有名な論説の一節、「西部に行け若者よ」（Go West, young man）にちなんでいる。同時に、西部のサンフランシスコをゲイ解放のユートピアとみなして憧れた1970年代のゲイの間での気分が表現されているとも一般には理解されている。
7インチシングル盤と12インチシングル盤の双方で、アレンジが異なっており、多数のベスト・アルバムに収録された。

## 訴訟
2012年にヴィクター・ウィリスは、終了権制度に基づく訴訟を行い、本作及びいくつかのヴィレッジ・ピープルの楽曲の33%を取り戻した。

## チャート成績（ヴィレッジ・ピープル版）
| チャート (1979年)                                                                     | 最高位 |
| ------------------------------------------------------------------------------------- | ------ |
| ベルギー (Ultratop 50 Flanders)                                                       | 12     |
| カナダ トップシングルス (RPM)                                                         | 41     |
| カナダ ダンス/アーバン (RPM)                                                          | 13     |
| アイルランド (IRMA)                                                                   | 15     |
| オランダ (Dutch Top 40)                                                               | 31     |
| オランダ (Single Top 100)                                                             | 29     |
| UK シングルス (OCC)                                                                   | 15     |
| US Billboard Hot 100                                                                  | 45     |
| - US Dance Club Songs (Billboard) - 『In the Navy / Manhattan Woman / Go West』として | 14     |

## ペット・ショップ・ボーイズによるカバー
1992年にペット・ショップ・ボーイズは、デレク・ジャーマンからマンチェスターのハシエンダで開催されたエイズ啓発チャリティーイベントへの出演を依頼され、本作を演奏した。ニール・テナントは演奏時に歌詞を忘れたが、2人は本作をシングル曲としてレコーディングすることを決めた。
レコーディングにあたって、なお節回しが大きく異なる部分がある他、オリジナルにはなかった歌詞やメロディーが加わっている。このため、作者クレジットには、オリジナルの3人に加え、テナントとロウの名前が含まれている。
ミュージック・ビデオが制作されており、直前に終結した東西冷戦とソビエト連邦の全体主義とアメリカの西部開拓（マニフェスト・ディスティニー）を皮肉ったものとなっている（先述の変更された節回しも「ソビエト連邦の国歌」を皮肉り、このメロディーに似せた物となっている）。このミュージック・ビデオは、第37回グラミー賞で最優秀短編ミュージックビデオ賞にノミネートされた。

### シングル盤収録曲
| #         | タイトル                    | 作詞・作曲                                                                         | 時間  |
| --------- | --------------------------- | ---------------------------------------------------------------------------------- | ----- |
| 1.        | 「ゴー・ウエスト」(Go West) | ジャック・モラリ アンリ・ベロロ ヴィクター・ウィリス ニール・テナント クリス・ロウ | 5:03  |
| 2.        | 「シェイムレス」(Shameless) | ニール・テナント クリス・ロウ                                                      | 5:04  |
| 合計時間: | 合計時間:                   | 合計時間:                                                                          | 10:07 |

| #         | タイトル                                                       | 作詞  | 作曲・編曲 | 時間  |
| --------- | -------------------------------------------------------------- | ----- | ---------- | ----- |
| 1.        | 「ゴー・ウエスト」(Mings Gone West: First and Second Movement) |       |            | 10:12 |
| 2.        | 「ゴー・ウエスト」(Farley and Heller Disco Mix)                |       |            | 6:01  |
| 3.        | 「ゴー・ウエスト」(Kevin Saunderson Tribe Mix)                 |       |            | 6:50  |
| 合計時間: | 合計時間:                                                      | 23:03 |            |       |

| #         | タイトル                                                        | 作詞  | 作曲・編曲 | 時間  |
| --------- | --------------------------------------------------------------- | ----- | ---------- | ----- |
| 1.        | 「ゴー・ウエスト」                                              |       |            | 5:03  |
| 2.        | 「シェイムレス」                                                |       |            | 5:04  |
| 3.        | 「ゴー・ウエスト」(Ming's Gone West: First and Second Movement) |       |            | 10:12 |
| 合計時間: | 合計時間:                                                       | 20:19 |            |       |

| #         | タイトル                                                        | 作詞  | 作曲・編曲 | 時間  |
| --------- | --------------------------------------------------------------- | ----- | ---------- | ----- |
| 1.        | 「ゴー・ウエスト」                                              |       |            | 5:03  |
| 2.        | 「シェイムレス」                                                |       |            | 5:04  |
| 3.        | 「ゴー・ウエスト」(Ming's Gone West: First and Second Movement) |       |            | 10:12 |
| 4.        | 「ゴー・ウエスト」(Farley and Heller Disco Mix)                 |       |            | 6:01  |
| 5.        | 「ゴー・ウエスト」(Farley and Heller Fire Island Mix)           |       |            | 7:42  |
| 6.        | 「ゴー・ウエスト」(Kevin Saunderson Tribe Mix)                  |       |            | 6:50  |
| 7.        | 「ゴー・ウエスト」(Ming's Gone West: First and Second Movement) |       |            | 6:53  |
| 合計時間: | 合計時間:                                                       | 47:45 |            |       |

### チャート成績（ペット・ショップ・ボーイズ版）

#### 週間チャート
| チャート (1993年)                             | 最高位 |
| --------------------------------------------- | ------ |
| オーストラリア (ARIA)                         | 10     |
| オーストリア (Ö3 Austria Top 40)              | 2      |
| ベルギー (Ultratop 50 Flanders)               | 2      |
| カナダ トップシングルス (RPM)                 | 19     |
| カナダ ダンス/アーバン (RPM)                  | 8      |
| デンマーク (Tracklisten)                      | 5      |
| ヨーロッパ (European Hot 100 Singles)         | 2      |
| フィンランド (Suomen virallinen lista)        | 1      |
| フランス (SNEP)                               | 2      |
| ドイツ (Official German Charts)               | 25     |
| アイスランド (Íslenski Listinn Topp 40)       | 1      |
| アイルランド (IRMA)                           | 1      |
| 日本 (オリコン)                               | 91     |
| オランダ (Dutch Top 40)                       | 3      |
| オランダ (Single Top 100)                     | 5      |
| ノルウェー (VG-lista)                         | 5      |
| ニュージーランド (Recorded Music NZ)          | 13     |
| スペイン (AFYVE)                              | 4      |
| スウェーデン (Sverigetopplistan)              | 2      |
| スイス (Schweizer Hitparade)                  | 2      |
| UK シングルス (OCC)                           | 2      |
| US Bubbling Under Hot 100 Singles (Billboard) | 6      |
| US Dance Club Songs (Billboard)               | 1      |
| US Dance Singles Sales (Billboard)            | 25     |

#### 年間チャート
| チャート (1993年)                       | 順位 |
| --------------------------------------- | ---- |
| オーストラリア (ARIA)                   | 71   |
| オーストラリア (Ö3 Austria Top 40)      | 22   |
| ベルギー (Ultratop 50 Flanders)         | 25   |
| ヨーロッパ (European Hot 100 Singles)   | 19   |
| ドイツ (Official German Charts)         | 12   |
| アイスランド (Íslenski Listinn Topp 40) | 16   |
| オランダ (Dutch Top 40)                 | 23   |
| オランダ (Single Top 100)               | 51   |
| UK Singles (OCC)                        | 46   |

| チャート (1994年)                     | 順位 |
| ------------------------------------- | ---- |
| ヨーロッパ (European Hot 100 Singles) | 55   |
| ドイツ (Official German Charts)       | 70   |

### 認定
| 国/地域                                             | 認定     | 認定/売上数 |
| --------------------------------------------------- | -------- | ----------- |
| オーストリア (IFPI Austria)                         | Gold     | 25,000*     |
| ドイツ (BVMI)                                       | Platinum | 500,000^    |
| * 認定のみに基づく売上数 ^ 認定のみに基づく出荷枚数 |          |             |

## 日本でのカバー
- 1979年に西城秀樹が『BIG GAME'79 HIDEKI』でヴィレッジ・ピープルに近いアレンジ・独自の日本語詞でカバーしている。（訳詞：あまがいりゅうじ 二村信一）
- 1993年から1995年にかけて、CDデビュー前のKinKi Kidsが独自の日本語詞を付けてカバーした。
- 1995年には幼児向け番組『ポンキッキーズ』挿入歌として女性チアダンスグループSUPER P-kiesがタケカワユキヒデの日本語詞で「LET'S GO!いいことあるさ」という曲名でカバーした。PVは架空の学園「P-kies school」を舞台に、SUPER P-kiesがチアダンスを踊りながら、歌うというもの。当該楽曲のカバーに、『ポンキッキーズ』の後番組『ポンキッキーズ21』の挿入歌としてYa-Ya-yah、NHK東京放送児童合唱団（日本コロムビア版）、フレーベル少年合唱団（キングレコード版）、ひまわりキッズによるものなどがある。また、SUPER P-kies版では、途中で「SUPER P-kies！」と叫ぶオリジナルの歌詞がある。
- 1995年にはサッカー日本代表のチャント（応援歌）としてウルトラス・ニッポンが「ウルトラ・ニッポン」という曲名でカヴァーした。
- 1998年にはダンス☆マンが「応援」という曲名でカヴァーした。空耳により日本語歌詞をつけたオリジナルバージョンとなっており、アルバム『MIRRORBALLISM』に収録されている。
- 2002年には王様KINGSが「上京」という曲名で日本語歌詞でカヴァーした。アルバム『村人伝説』に収録されている。
- 2019年にはBEYOOOOONDSが「Go Waist」という曲名でカバーした。腰部/胴回りの意味のウエスト（Waist）を細くするエクササイズをテーマとしているため、歌詞は原曲とまったく関連がない独自のものになっている。
- カバーではないが、嘉門達夫がマーフィーの法則シリーズでペット・ショップ・ボーイズバージョンのアレンジを流用している。1997年にはテレビ東京系『おはスタ』（平日朝の子供番組）で放送されたアニメ『学級王ヤマザキ』（のちに火曜日の『ポケットモンスター』がポケモンショックで一時期放送休止になった際、その枠を利用して再放送されていた）のオープニングテーマ「ヤマザキ一番!」というパロディソングとして渡部チェル（同アニメの音楽担当、第21話まで）が歌い、のちに山崎邦正（本名の読みはやまさき ほうせい、現・上方の落語家の月亭方正、第22話から）が使用されていた。曲調はPet Shop Boys版に近い。

## この曲が使用されたケース
1970年代と1990年代の2度リリースされ、世界的にヒットした事から、今でも日本を含む各国での使用例が多い。
- サッカーの試合におけるチャント（応援歌）として世界中で使われており、2006 FIFAワールドカップでは試合終了後に流れた。また、サッカーの国際試合でも試合終了後に流れる。
- 日本のプロ野球では、千葉ロッテマリーンズの応援団が1995年（第一次ボビー・バレンタイン監督時）限定で、初回の攻撃前に使用したのが最初。後に清水隆行（元読売ジャイアンツ→埼玉西武ライオンズ）が打席に入るときのテーマ曲としてペット・ショップ・ボーイズ版が使用されるようになり、ジャイアンツ時代には曲に合わせてファンが合唱していた。
- 1990年代にはペット・ショップ・ボーイズ版が、当時フジテレビが放映権を持っていたFISアルペンスキー・ワールドカップ中継のエンディングテーマに使われていた。
- 日本テレビのバラエティ番組『ダウンタウンDX』では、クイズ番組時代のラストコーナーであったDX（スーパー）国民投票の結果発表で使われていた。
- NTTドコモ「mova 505iS」シリーズのCMで使われた。
- 2010年にはペット・ショップ・ボーイズ版が、アサヒビールのビールテイスト飲料「アサヒ ダブルゼロ」のCMソングとして使用された。
- コナミデジタルエンタテインメント発売のメダルゲーム『GRANDCROSS PREMIUM』のスーパープレミアムモード当選時に、この曲が流れる。また、メダルの総当選枚数が3000枚を超えると、機械全体にこの曲が流れる。
- 2011年の7月には、ソフトバンクモバイルのCMにおいて、SMAPが替え唄でカバーをしている。
- 2012年の1月から「スズキ・パレットSW」のCMにおいて、女性ヴォーカルによるカヴァー曲が使用されている（歌手名未公表）。
- 2015年の3月にはJR東日本長野支社の北陸新幹線開業のCMや北陸新幹線の長野駅発の一番列車はくたか591号の発車メロディにも使われた。
- 2015年公開のジャ・ジャンクー（賈樟柯)監督の映画「山河ノスタルジア」では冒頭からこの曲が使用されており、さらに主要場面でも幾度となく繰り返されている。
- 2017年の福岡ソフトバンクホークス開幕CMにおいてこの曲を、この年のスローガン「ワンダホー！」にちなんだ替え歌にして使用している。